# Gender bender
Gender bender è un termine specifico della teoria queer, sviluppatasi soprattutto nel mondo anglosassone.
La definizione (che in inglese significa letteralmente "piegatrice/tore del genere", con un gioco di parole sul gergale e denigratorio "bent": "uno che pende", "uno che è invertito") indica la persona che trasgredisce al comportamento previsto dal ruolo del suo genere sessuale (ad esempio, attraverso il travestitismo).

## Teorizzazione
Nel quadro generale della cultura queer, il definirsi "gender bender" è considerato "una forma di attivismo sociale in risposta ai presupposti o alle generalizzazioni circa i generi".
Alcuni/e gender bender si identificano con il genere (uomo o donna) assegnato alla nascita in base al sesso (maschio o femmina), ma ne sfidano le norme di comportamento con comportamenti androgini e con ruoli atipici.
Le/i gender bender si possono auto-identificare come transgender o genderqueer, ritenendo che il genere assegnato loro alla loro nascita sia una descrizione inesatta o incompleta di se stessa/o; alcuni sono transessuali e desiderano adeguare il proprio sesso biologico alla propria identità di genere, altri/e infine sono intersessuali dalla nascita.
Altri/e ancora si possono poi identificare come "two-spirit" o membri di un terzo genere.

## Gender bender nella narrativa e nell'arte
Come tutto quanto attiene alla teoria queer, il concetto di "gender bender" è assai legato alla critica e alla produzione letteraria.
Nella critica letteraria del romanzo, il termine "gender bender" può riferirsi, secondo un'analisi a partire dalla teoria queer, non solo ai personaggi descritti sulle basi delle vite delle persone, ma anche a coloro che subiscono cambiamenti di sesso fisico (magicamente o in altro modo) durante la narrazione. Per esempio, nel manga e anime Ranma ½, il protagonista Ranma Saotome, per una maledizione, passa da uomo a donna e viceversa a seconda della temperatura dell'acqua con cui viene bagnato, dando vita ogni volta a una serie di gag.
Nella serie televisiva Futurama, uno dei protagonisti, Bender, viene costretto a vestirsi da donna e prendere il nome The Gender Bender (nell'edizione italiana reso con Transbender, fusione tra il nome Bender e la parola transgender) per un incontro di lotta.
Il 14º episodio della prima stagione della serie televisiva X-Files si chiama Gender Bender.

## Festival
Gender Bender è anche un festival internazionale che si svolge a Bologna, con lo scopo di rappresentare prodotti dell'arte e della cultura contemporanea legati "alle nuove rappresentazioni del corpo, delle identità di genere e di orientamento sessuale".